# Джозеф (Орегон)
Джозеф (англ. Joseph) — город, расположенный в округе Уаллауа штата Орегон, США. Первоначальные названия включали Силвер-Лейк и Лейк-Сити. Современное название город получил в честь вождя Иосифа (1840–1904) из племени не-персе. Население составляло 1081 человек по переписи 2010 года.

## История

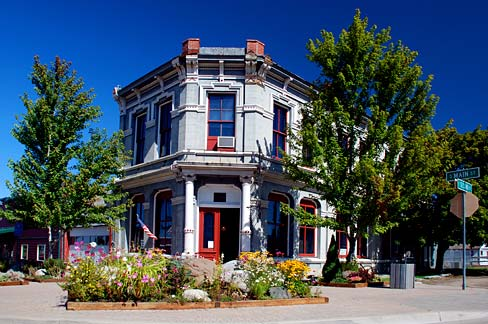
Здание бывшего Первого банка Джозефа (1887).

Джозеф был основан в 1883 году, и первоначально экономика была основана на сельском хозяйстве, в особенности на зерне и скоте. В 1896 году произошло ограбление Первого Банка Джозефа, в результате которого один грабитель был убит, другого удалось ранить и поймать, но третий смог сбежать с деньгами. Событие было столь заметным в истории города, что периодически проходят реконструкции ограбления. В 1908 году к городу была подведена железнодорожная линия, после чего здесь появился лесопилка, что укрепило городскую экономику.
Когда в 1980-х годах деревообрабатывающая промышленность оказалась в кризисе, уровень безработицы приблизился к 17%. Тем не менее, в 1982 году появилась новая индустрия, когда в этом районе открылись три бронзоплавильных завода.
В конце июля в Джозефе проходят ежегодные родео Чиф-Джозеф-Дейс. С 2001 года в августе проходит фестивали Bronze, Blues and Brews. В сентябре проходит швейцарско-баварский фестиваль Alpenfest, похожий на Октоберфест и организуемый на близлежащем озере Уаллауа, что отражает репутацию региона как «Маленькой Швейцарии Орегона».

## География
По данным Бюро переписи населения США, город имеет общую площадь 2,35 км², средняя высота города составляет 1 280 м над уровнем моря.

### Климат
Этот климатический регион характеризуется большой сезонной разницей температур, с тёплым или жарким (и часто влажным) летом и холодной (иногда очень холодной) зимой. Согласно системе классификации климата Кёппена, в Джозефе влажный континентальный климат.

## Транспорт
В городе имеется Аэропорт Джозефа (ICAO: KJSY, FAA LID: JSY). В окрестностях города находится фуникулёр озера Уаллауа (Wallowa Lake Tramway).

## Галерея

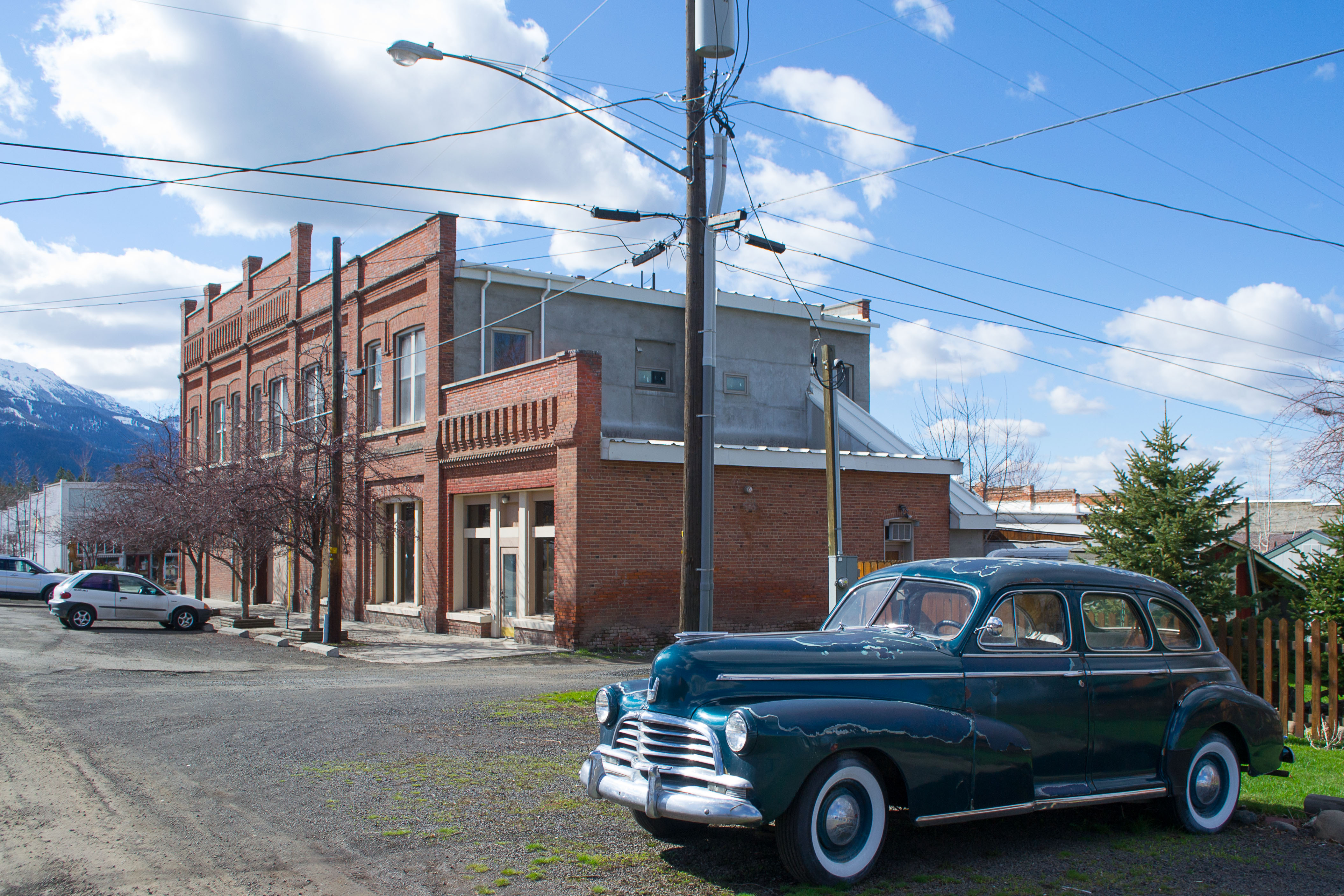
Ист 1-я улица в Джозефе
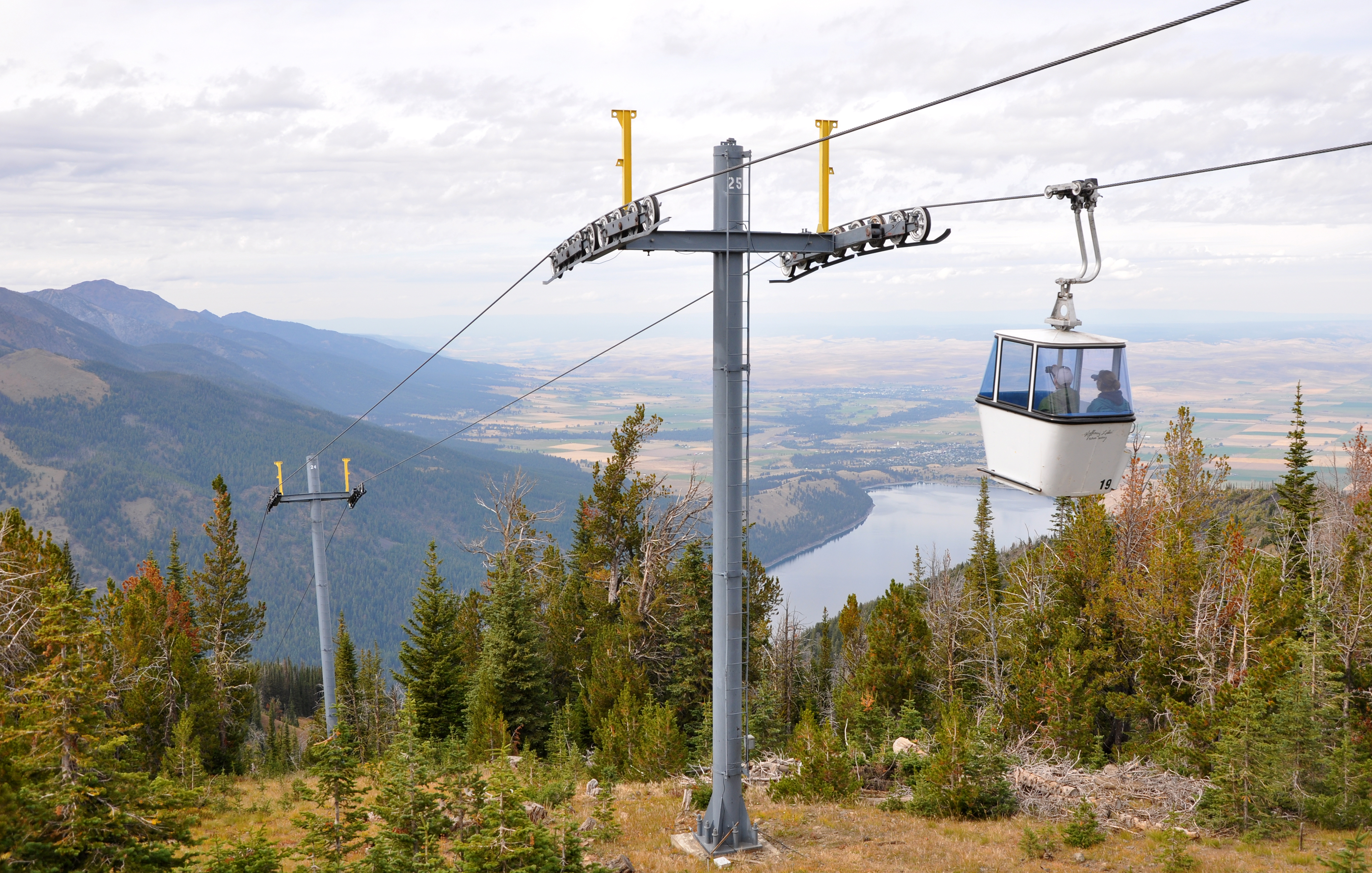
Фуникулёр озера Уаллауа
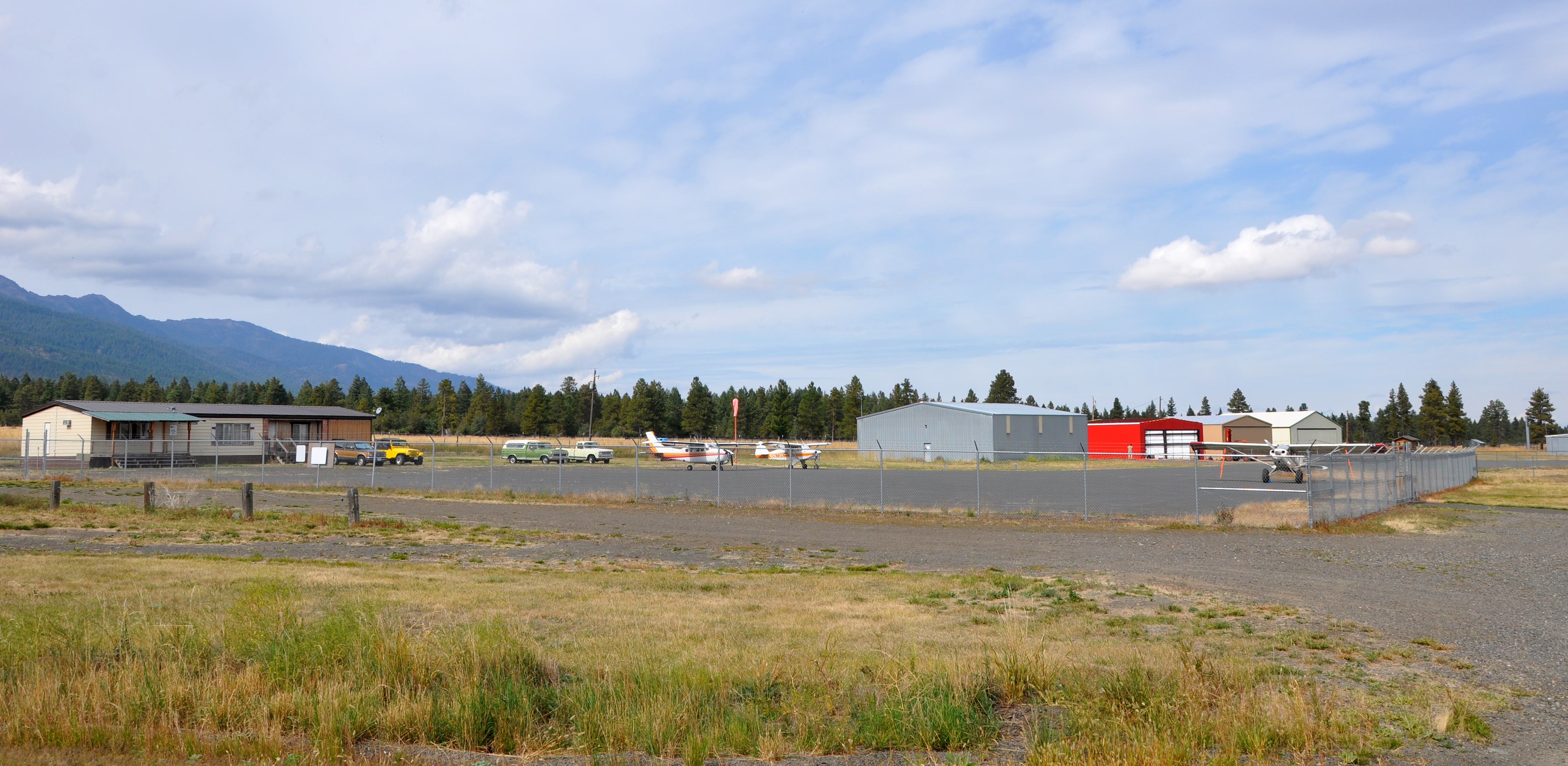
Аэропорт Джозефа